# Aurum Hotels
L'Aurum Hotels, nota in passato come Cantina Tollo, Acqua & Sapone, Domina Vacanze e Naturino, è stata una squadra maschile italiana di ciclismo su strada, attiva nel professionismo dal 1996 al 2007.
Dal 2002 al 2004 ebbe tra le sue file il velocista Mario Cipollini, che diede alla squadra la vittoria in otto tappe al Giro d'Italia e nella Milano-Sanremo 2002.

## Storia

### Cantina Tollo
Il team, basato a Porto Sant'Elpidio e gestito dal manager ed ex ciclista dilettante Vincenzino Santoni, entra nel professionismo nel 1996 con la denominazione Cantina Tollo-CoBo, assumendo licenza slovena. Al primo anno di attività la squadra lancia al professionismo diversi giovani, tra cui Marco Antonio Di Renzo (che in stagione vince una tappa alla Vuelta a España), Massimiliano Gentili, Paolo Valoti e Martin Hvastija, affiancati dall'esperto Giuseppe Petito. Nel 1997 la formazione acquista licenza italiana e viene invitata per la prima volta al Giro d'Italia. L'anno dopo la squadra, sponsorizzata anche da Alexia Alluminio, viene rinforzata con gli innesti del cronoman ucraino Serhij Hončar, medaglia d'argento di specialità ai mondiali 1997 a San Sebastián, di Massimo Strazzer e Luca Mazzanti. Con la suddivisione dei team in tre divisioni voluta dall'UCI, Cantina Tollo viene ammessa tra le 22 formazioni della prima divisione; in stagione Hončar, vincendo la cronometro di Lugano al Giro d'Italia, dà al team la prima vittoria nella "Corsa rosa".
Nel 1999 vengono messi sotto contratto il neoprofessionista Danilo Di Luca, vincitore del Baby Giro 1998, il velocista Nicola Minali e lo scalatore Roberto Sgambelluri; nello stesso anno arriva inoltre il primo invito al Tour de France, corsa nella quale la squadra riesce a vincere una tappa con Gianpaolo Mondini. Nei tre anni in maglia Cantina Tollo, Di Luca si mette in evidenza con il secondo posto al Giro di Lombardia 1999, con due vittorie di tappa al Giro d'Italia, nel 2000 e 2001, e con il prestigioso successo al Giro di Lombardia 2001 davanti a Giuliano Figueras e Michael Boogerd.

### Acqua & Sapone e Domina Vacanze

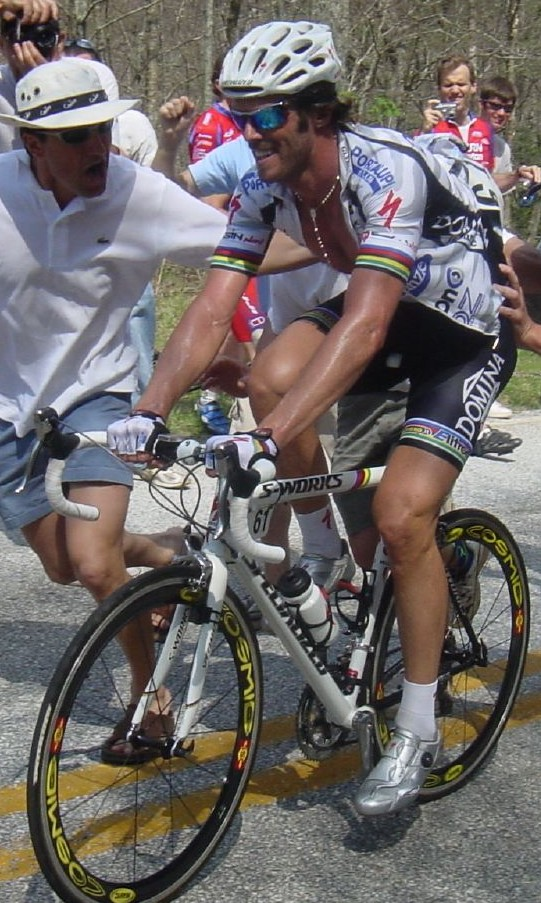
Mario Cipollini al Tour de Georgia 2004

Nel 2002, con l'arrivo del nuovo sponsor, Acqua & Sapone (già secondo nome l'anno prima), vengono adottate divise zebrate bianco-nere; la principale novità è però l'arrivo in squadra dalla Saeco del forte velocista Mario Cipollini. In quell'anno solare, oltre a vincere la Milano-Sanremo, ben sei tappe al Giro d'Italia e tre alla Vuelta a España, Cipollini fa sua la maglia iridata al campionato mondiale di Zolder. Sul finire dell'anno anche Marco Pantani viene contattato da Santoni ma, nonostante l'accordo ormai raggiunto sull'ingaggio, la firma salta per questioni sui diritti di immagine.
Per la stagione 2003 il nuovo sponsor è la Domina Vacanze di Ernesto Preatoni (Acqua & Sapone ritornerà nel ciclismo nel 2004 con un nuovo team diretto da Palmiro Masciarelli). In maggio Cipollini, dopo le due vittorie parziali alla Tirreno-Adriatico, riesce a superare il record assoluto di vittorie di tappa (41) al Giro d'Italia detenuto da Alfredo Binda, conquistandone due (41ª e 42ª), in verità le ultime della sua carriera. La 42ª e storica vittoria arriva nel giorno dell'esclusione della Domina Vacanze dal novero delle 22 squadre invitate dall'Amaury Sport Organisation al Tour de France 2003.
Il 2004 vede la squadra iscritta alla seconda categoria delle squadre professionistiche, e ciò nonostante invitata in luglio al Tour de France. Qui Cipollini, che in stagione otterrà solo due vittorie di scarso rilievo, rimane coinvolto in diverse cadute e si ritira già all'inizio della sesta tappa; del Tour della Domina fa scalpore l'episodio che vede coinvolti Filippo Simeoni e l'allora cinque volte vincitore Lance Armstrong. Simeoni, tentando di unirsi ad una fuga, viene infatti raggiunto da Armstrong, che gli intima di fermarsi; l'italiano, come risulterà dalle sue stesse dichiarazioni ai Carabinieri, è infatti personaggio sgradito in quanto testimone al processo che vede accusato di doping il dottor Michele Ferrari, preparatore del ciclista statunitense. I principali successi stagionali per la squadra arrivano dal venticinquenne Michele Scarponi, vincitore della Settimana Ciclistica Lombarda e piazzato nei dieci sia alla Freccia Vallone che alla Liegi-Bastogne-Liegi.
Al termine del 2004 Domina Vacanze lascia il team di Santoni per unirsi alla formazione di Gianluigi Stanga ed entrare nel ProTour sponsorizzando la ex De Nardi; per le "inadempienze contrattuali" il general manager Santoni dà mandato al suo legale di citare in giudizio la società di Preatoni, ma le controversie si chiudono il 13 dicembre con una nota congiunta tra le due parti. Con l'addio della Domina la squadra viene ridimensionata, lasciano anche il capitano Mario Cipollini, ceduto alla nuova Liquigas-Bianchi, e Michele Scarponi, messo sotto contratto dalla Liberty Seguros-Würth.

### Naturino e Aurum Hotels

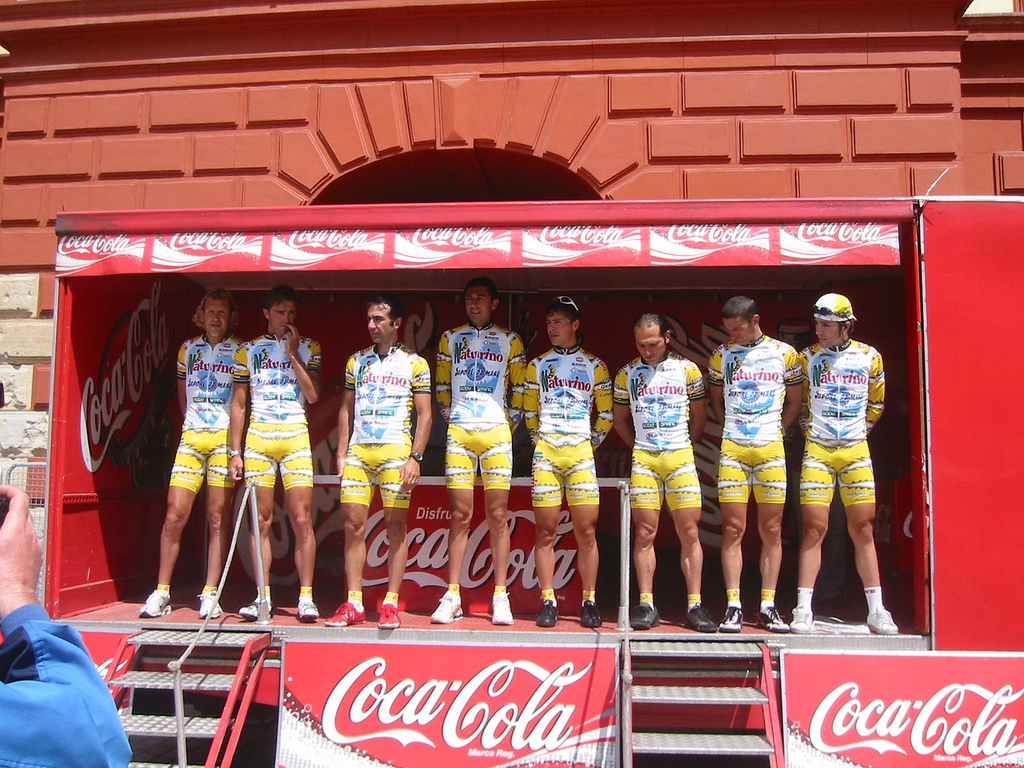
Il team Naturino-Sapore di Mare all'Euskal Bizikleta 2005

A fine 2004 la squadra di Santoni assume per pochi giorni la denominazione Elitron-Portalupi Salumi, due sponsor secondari della vecchia squadra, prima dell'arrivo in dicembre di nuovi importanti finanziatori per lo più dalla provincia di Macerata, con il marchio di calzature per bambini Naturino (di proprietà della civitanovese Falc) e quello di prodotti ittici Sapore di Mare nuovi primo e secondo sponsor rispettivamente, e la stessa Provincia di Macerata a supporto. Pur con grande influenza marchigiana, la licenza UCI della squadra è svizzera e la nuova società responsabile, la Blue Sea Services LLC, ha sede a Lugano. Per la nuova stagione viene messo sotto contratto Francesco Casagrande, già secondo al Giro d'Italia 2000.
Il 2005 è l'anno del varo del circuito UCI ProTour; nonostante le speranze dell'ambiente civitanovese l'Unione Ciclistica Internazionale non assegna al team una delle 20 licenze per partecipare alla nuova superdivisione, "relegandolo" alla categoria Professional Continental, e a prendere quindi parte di diritto solo alle corse dell'UCI Europe Tour. Nei mesi seguenti si mette in luce soprattutto il velocista brasiliano Murilo Fischer, vincitore di diverse classiche italiane come il Gran Premio Bruno Beghelli (ex Milano-Vignola) e il Giro del Piemonte, e della classifica individuale dell'UCI Europe Tour 2005. Per la stagione 2006 la sede della squadra ritorna a Porto Sant'Elpidio; spicca durante l'anno solo il successo di Sergio Marinangeli al Gran Premio Bruno Beghelli.
A fine 2006 il nuovo sponsor principale del team diventa la catena alberghiera tirrenica Aurum Hotels. L'esperienza della nuova squadra, ancora ridimensionata e iscritta alle gare UCI con licenza Continental (la terza divisione del ciclismo), non durerà però neanche una stagione. Dopo le due vittorie con Luca Ascani al Giro d'Abruzzo e al campionato italiano a cronometro (poi revocato per doping), nel luglio 2007 il team viene infatti bloccato dalla Federazione Ciclistica Italiana per le inadempienze nel pagamento degli stipendi; ad agosto il Tribunale di Fermo stabilisce addirittura il sequestro conservativo dei beni della Blue Sea Services, la società di gestione del team. Il team viene per questo sciolto.

## Cronistoria

### Annuario
| Anno | Codice | Nome                            | Cat. | Biciclette  | Dirigenza |
| ---- | ------ | ------------------------------- | ---- | ----------- | --- |
| 1996 | CTA    | Cantina Tollo-Co.Bo.            | -    | Moser       | Manager: Vincenzino Santoni Dir. sportivi: Paolo Fratini, Stefano Giuliani, Palmiro Masciarelli                                              |
| 1997 | CTA    | Cantina Tollo-Carrier-Starplast | -    | Moser       | Manager: Vincenzino Santoni Dir. sportivi: Stefano Giuliani, Palmiro Masciarelli, Giuseppe Petito                                            |
| 1998 | CTA    | Cantina Tollo-Alexia Alluminio  | -    | Pinarello   | Manager: Vincenzino Santoni Dir. sportivi: Franco Gini, Giuseppe Petito, Palmiro Masciarelli                                                 |
| 1999 | CTA    | Cantina Tollo-Alexia Alluminio  | GSI  | Pinarello   | Manager: Vincenzino Santoni Dir. sportivi: Franco Gini, Leonardo Levati, Palmiro Masciarelli, Enrico Paolini, Piero Pieroni, Giuseppe Petito |
| 2000 | CTA    | Cantina Tollo-Regain            | GSII | Moser       | Manager: Vincenzino Santoni Dir. sportivi: Palmiro Masciarelli, Enrico Paolini                                                               |
| 2001 | CTA    | Cantina Tollo-Acqua & Sapone    | GSII | Olmo        | Manager: Vincenzino Santoni Dir. sportivi: Franco Gini, Palmiro Masciarelli, Enrico Paolini, Giuseppe Petito, Germano Pierdomenico           |
| 2002 | ACQ    | Acqua & Sapone-Cantina Tollo    | GSI  | Specialized | Manager: Palmiro Masciarelli Dir. sportivi: Giuseppe Petito, Antonio Salutini, Franco Gini, Enrico Paolini                                   |
| 2003 | DVE    | Domina Vacanze-Elitron          | GSI  | Specialized | Manager: Vincenzino Santoni Dir. sportivi: Enrico Paolini, Giuseppe Petito, Antonio Salutini                                                 |
| 2004 | DVE    | Domina Vacanze                  | GSII | Specialized | Manager: Vincenzino Santoni Dir. sportivi: Fabio Beccherini, Riccardo Magrini, Giuseppe Petito, Antonio Salutini                             |
| 2005 | NSM    | Naturino-Sapore di Mare         | PCT  | SAB         | Manager: Vincenzino Santoni Dir. sportivi: Fabio Beccherini, Giuseppe Petito, Antonio Salutini, Enrico Maggioni, Fausto Dotti                |
| 2006 | NSM    | Naturino-Sapore di Mare         | PCT  | SAB         | Manager: Giovanni Longobardo Dir. sportivi: Fabio Beccherini, Giuseppe Petito, Antonio Salutini, Vincenzino Santoni, Paolo Dotti             |
| 2007 | AUR    | Aurum Hotels                    | CT   | Cervélo     | Manager: Giovanni Longobardo Dir. sportivi: Fabio Beccherini, Giuseppe Petito, Vincenzino Santoni                                            |

### Classifiche UCI
| Anno | Classifica | Pos.             | Migliore cl. individuale             |
| ---- | ---------- | ---------------- | ------------------------------------ |
| 1996 | -          | 25º              | Massimiliano Gentili (138º)          |
| 1997 | -          | 28º              | Uwe Peschel (137º)                   |
| 1998 | -          | 20º              | Serhij Hončar (46º)                  |
| 1999 | GSI        | 21º              | Roberto Sgambelluri (62º)            |
| 2000 | GSII       | 3º               | Danilo Di Luca (56º)                 |
| 2001 | GSII       | 5º               | Danilo Di Luca (32º)                 |
| 2002 | GSI        | 19º              | Mario Cipollini (5º)                 |
| 2003 | GSI        | 16º              | Miguel Ángel Martín Perdiguero (66º) |
| 2004 | GSII       | 2º               | Michele Scarponi (58º)               |
| 2005 | Europe T.  | 5º               | Murilo Fischer (1º)                  |
| 2006 | Europe T.  | 20º              | Sergio Marinangeli (36º)             |
| 2007 | Europe T.  | non classificata | non classificata                     |

## Palmarès

### Grandi Giri
- Giro d'Italia

Partecipazioni: 8 (1997, 1998, 1999, 2000, 2001, 2002, 2003, 2004)
Vittorie di tappa: 13
1998: 1 (Serhij Hončar)
2000: 1 (Danilo Di Luca)
2001: 1 (Danilo Di Luca)
2002: 7 (6 Mario Cipollini, Giovanni Lombardi)
2003: 3 (2 Mario Cipollini, Giovanni Lombardi)
Vittorie finali: 0
Altre classifiche: 1
2002: Punti (Mario Cipollini)
- Tour de France

Partecipazioni: 2 (1999, 2004)
Vittorie di tappa: 1
1999: 1 (Mondini)
Vittorie finali: 0
Altre classifiche: 0
- Vuelta a España

Partecipazioni: 7 (1996, 1997, 1998, 2000, 2001, 2002, 2003)
Vittorie di tappa: 9
1996: 1 (Di Renzo)
2000: 1 (Bossoni)
2001: 2 (Simeoni; Trenti)
2002: 4 (3 Cipollini; Lombardi)
2003: 1 (Simeoni)
Vittorie finali: 0
Altre classifiche: 0

### Classiche monumento
- Milano-Sanremo: 1

2002 (Mario Cipollini)
- Giro di Lombardia: 1

2001 (Danilo Di Luca)

### Campionati nazionali
- Campionati italiani: 1

Cronometro: 2003 (Gianpaolo Mondini)
- Campionati russi: 1

In linea: 2004 (Aleksandr Kolobnev)
- Campionati svedesi: 2

In linea: 1998 (Martin Rittsel)
- Campionati ucraini: 2

In linea: 2001 (Kyrylo Pospyeyev)
Cronometro: 1998 (Serhij Hončar)